# Scutascirus triangulum
Scutascirus triangulum är en spindeldjursart som beskrevs av Lin, Zhang och Ji 200. Scutascirus triangulum ingår i släktet Scutascirus och familjen Cunaxidae. Inga underarter finns listade i Catalogue of Life.